# Съюз на комунистите в България
Съюзът на комунистите в България (СКБ) е комунистическа партия в България, регистрирана през 1995 г. Съюзът е член на Инициативата на европейските комунистически и работнически партии – новия европейски комунистически Интернационал.

## История
Участва във всички избори самостоятелно или в коалиция.
На 23 юни 2013 г. Централният комитет на Съюза на комунистите в България приема оставката на дългогодишния си председател Костадин Чакъров (2010 – 2013), бивш съветник на Тодор и Людмила Живкови и избира с мнозинство Павел Иванов за нов председател на партията. След моментално предложените от него промени в Централния комитет и Политическо бюро на автентичната лява партия ръководството на партията добива средна възраст 35 – 40 години.
„Държавата ни спешно се нуждае от силна автентична левица, особено след провала на явлението Станишев. Последният доказа без всякакво съмнение моралния и политически фалит на инфантилната социалдемокрация, която изостави изстрадалия ни народ и тръгна към властта на всяка цена. На подобна политическа извратеност трябва да се сложи край. Време е трудовите хора и бедните в България да открият своята партия. Затова Съюзът на комунистите в България иска да каже на висок глас – Българи, ние, истинските комунисти, се нагърбваме с нелеката задача да защитаваме правата на бедните, на трудещите се, на изстрадалите, на смазаните, на презрените, на унизените! И ще го направим, без значение колко силен и могъщ финансово е нашият противник! Ще го направим, защото няма по-голяма сила от народа! Няма по-голяма мощ от вулкана на гладните!“ – заявява Павел Иванов пред новото ръководство.
Съюзът на комунистите в България приема своето име от „Съюз на германските и европейските комунисти“, създаден през 19 век от Карл Маркс и Фридрих Енгелс. Обединява граждани, приели марксизма като свое политическо верую. Съюзът на комунистите в България е идеен и политически наследник на БСДП, БРСДП, БРСДП (т.с.), БКП (т.с.), РП, БРП, БРП (к) и БКП.
Съюзът на комунистите в България отстоява принципите на класовата борба и революционната смяна на обществено-икономическата капиталистическа система.